# 丽江滇紫草
丽江滇紫草（学名：Onosma lijiangense）是紫草科滇紫草属的植物，为中国的特有植物。分布在中国大陆的云南等地，生长于海拔2,700米的地区，一般生长在草坡，目前尚未由人工引种栽培。